# مرتضی اسماعیل کاشی
مرتضی اسماعیل کاشی (زاده ۲۲ اردیبهشت ۱۳۶۲)، بازیگر و کارگردان ایرانی است. او دانش‌آموختهٔ کارشناسی ارشد بازیگری از دانشگاه تربیت مدرس است. از نمایش‌هایی که او در آن‌ها بازی کرده است می‌توان به برنارد مرده‌است، مکبث، عجایب المخلوقات و مفیستو، اشاره کرد. اسماعیل کاشی در سال ۱۳۹۵ برای بازی در نمایش ویتسک (به کارگردانی رضا ثروتی) برندهٔ تندیس بهترین بازیگر سی و یکمین جشنوارهٔ تئاتر فجر شد. او در فیلم‌های سینمایی دلتا ایکس، ارغوان، گیلدا و اژدها وارد می‌شود! حضور داشته‌است.
اسماعیل کاشی برای نمایش مفیستو به کارگردانی مسعود دلخواه هم جایزه بهترین بازیگر تئاتر فجر را گرفت.

## کارنامه

### تئاتر
| زمان                  | نام                         | مکان اجرا                                      |
| --------------------- | --------------------------- | ---------------------------------------------- |
| ۱۳۷۹                  | معرکه آخر                   |                                                |
| ۱۳۸۰                  | کفتر به توان ۲              |                                                |
| ۱۳۸۰                  | داستان یک پیراهن و یک ویولن |                                                |
| ۱۳۸۰                  | گفتگوی مهر                  |                                                |
| ۱۳۸۱                  | صبور                        |                                                |
| ۱۳۸۲                  | چراغ جادو                   |                                                |
| ۱۳۸۳                  | مناجات                      |                                                |
| ۱۳۸۳                  | کسوف                        |                                                |
| ۱۳۸۴                  | تاثیر صدای زوزه باد         |                                                |
| ۱۳۸۵                  | هاراگیری به سبک ایرانی      |                                                |
| ۱۳۸۶                  | از پا نیفتاده               |                                                |
| ۱۳۸۵                  | مالون می‌میرد                |                                                |
| ۱۳۸۹                  | مکبث                        | تماشاخانه ایرانشهر، ‌سالن استاد سمندریان        |
| ۱۳۹۱                  | عجایب المخلوقات             | تماشاخانه ایرانشهر، ‌سالن استاد سمندریان        |
| ۱۳۹۱                  | ویتسک                       | تالار ‌حافظ                                     |
| ۱۳۹۳                  | برنارد مرده‌است              | تماشاخانه ایرانشهر، سالن ‌استاد ‌ناظرزاده ‌کرمانی |
| ۱۳۹۳                  | اتاق ورونیکا                | تماشاخانه مسعودیه (عمارت مسعودیه)              |
| ۱۳۹۵                  | مستأجر                      | تالار ‌حافظ                                     |
| ۱۳۹۵                  | کلاغ                        | تئاترشهر ‌- ‌سالن ‌چهارسو                         |
| ۱۳۹۵                  | دستگاه                      | مجموعه ‌تئاتر ‌دیوار ‌چهارم                       |
| ۱۳۹۵                  | سه خواهر                    | تالار مولوی ‌- ‌سالن ‌اصلی                        |
| ۱۳۹۶                  | مفیستو                      | تالار مولوی ‌- ‌سالن ‌اصلی                        |
| ۱۳۹۶                  | اتاق                        | تئاتر شهر، سالن قشقایی                         |
| ۱۳۹۶                  | 100%                        | تماشاخانه ایرانشهر-سالن ‌استاد ‌ناظرزاده ‌کرمانی  |
| ۱۳۹۸                  | پنجاه پنجاه                 | تماشاخانه هیلاج                                |
| ۱۴۰۲ (مرداد و شهریور) | [انسان/اسب، پنجاه/پنجاه]    | تالار مولوی ‌- ‌سالن ‌اصلی                        |
| ۱۴۰۲ (مهر تا آذر)     | [انسان/اسب، پنجاه/پنجاه]    | پردیس تئاتر شهرزاد                             |

### سینما
| سال        | نام              | کارگردان                   |
| ---------- | ---------------- | -------------------------- |
| اکران نشده | پانصد مثقال طلا  | شهرزاد دادگر               |
| ۱۳۹۵       | گیلدا            | کیوان علیمحمدی امید بنکدار |
| ۱۳۹۵       | اژدها وارد می‌شود | مانی حقیقی                 |
| ۱۳۹۴       | دلتا ایکس        | علیرضا امینی               |
| ۱۳۹۳       | ارغوان           | کیوان علیمحمدی امید بنکدار |

### تلویزیون و نمایش خانگی
| سال  | نام          | کارگردان           |
| ---- | ------------ | ------------------ |
| ۱۳۹۸ | بعد از آزادی | محمدعلی باشه آهنگر |
| ۱۴۰۰ | جیران        | حسن فتحی           |